# 쌍대 가군
선형대수학과 가군 이론에서, 쌍대 가군(雙對加群, 영어: dual module)은 어떤 가군 또는 벡터 공간 위의 선형 범함수들로 구성된 가군 또는 벡터 공간을 말한다. 만약 스칼라환이 가환환이 아닐 경우, 왼쪽 가군의 쌍대 가군은 오른쪽 가군이며, 반대로 오른쪽 가군의 쌍대 가군은 왼쪽 가군이다. 만약 스칼라환이 체일 경우, 쌍대 가군은 보통 쌍대 공간(雙對空間, 영어: dual space)이라고 한다. 기호는 {\displaystyle (-)^{\vee }} 또는 (벡터 공간의 경우) {\displaystyle (-)^{*}}.
쌍대 가군의 개념은 대수적이며, 그 위의 위상을 고려하지 않는다. 이 때문에, 위상 벡터 공간의 경우 보통 연속 쌍대 공간을 대신 사용한다.

## 정의
환 {\displaystyle R} 위의 왼쪽 가군 {\displaystyle _{R}M}의 쌍대 가군 {\displaystyle M_{R}^{\vee }}은 다음과 같은 {\displaystyle R}-오른쪽 가군이다.
{\displaystyle M_{R}^{\vee }=\hom(_{R}M,_{R}R)}
{\displaystyle (fr)\colon (m\mapsto f(m)r)\qquad \forall f\in M_{R}^{\vee },\;r\in R,\;m\in M}
즉, 왼쪽 {\displaystyle R}-선형 변환
{\displaystyle f\colon M\to R}
들로 구성된 공간이다. 그 위의 {\displaystyle R}-오른쪽 가군 구조는 구체적으로 다음과 같다.
{\displaystyle (f+g)(m)=f(m)+g(m)\qquad \forall f,g\in M_{R}^{\vee },\;m\in M}
{\displaystyle (fr)(m)=f(rm)\qquad \forall f\in M_{R}^{\vee },\;r\in R,\;m\in M}
마찬가지로, {\displaystyle R}-오른쪽 가군의 쌍대 가군은 {\displaystyle R}-왼쪽 가군이다.
만약 {\displaystyle R}가 가환환이면 왼쪽·오른쪽을 구별할 필요가 없다.

### 체의 경우
{\displaystyle R=K}가 체라고 하자. 그렇다면, 그 위의 가군 {\displaystyle V}는 벡터 공간이라고 불리며, 벡터 공간의 쌍대 가군은 (대수적) 쌍대 공간((代數的)雙對空間, 영어: (algebraic) dual space)이라고 불리며, 보통 {\displaystyle V^{*}}로 표기된다.
체 {\displaystyle K} 위의 벡터 공간 {\displaystyle V}의 부분 벡터 공간 {\displaystyle W\subset V}의 소멸자(消滅子, 영어: annihilator) {\displaystyle W^{0}}는 다음과 같은, 쌍대 공간 {\displaystyle V^{*}}의 부분 공간이다.
{\displaystyle W^{0}=\{f\in V^{*}\colon f(w)=0\forall w\in W\}\subset V^{*}}

### 가군층의 경우
쌍대 가군의 개념은 가군층에 대하여 일반화될 수 있다.
국소환 달린 공간 {\displaystyle (X,{\mathcal {O}}_{X})} 위의 {\displaystyle {\mathcal {O}}_{X}}-가군층 {\displaystyle {\mathcal {M}}}에 대하여, 다음을 정의하자.
{\displaystyle {\mathcal {M}}^{\vee }=\hom _{{\mathcal {O}}_{X}}({\mathcal {M}},{\mathcal {O}}_{X})}
그렇다면, 다음과 같은 표준적인 {\displaystyle {\mathcal {O}}_{X}}-가군층 사상을 정의할 수 있다.
{\displaystyle {\mathcal {M}}\to {\mathcal {M}}^{\vee \vee }}
{\displaystyle \left(s\in \Gamma (U;{\mathcal {M}})\right)\mapsto \left((f\in \Gamma \left(U;\hom _{{\mathcal {O}}_{X}}({\mathcal {O}}_{X},{\mathcal {M}})\right)\mapsto f(s)\right)\qquad \forall U\in \operatorname {Open} (X)}
이를 {\displaystyle {\mathcal {O}}_{X}}-가군층 {\displaystyle M}의 쌍대 가군층(雙對加群層, 영어: sheaf of dual modules)이라고 한다.

## 성질

### 함자성
임의의 환 {\displaystyle R}에 대하여, 쌍대 가군은 {\displaystyle R}에 대한 왼쪽 가군(벡터 공간)과 가군 준동형(선형 변환)들의 범주 {\displaystyle _{R}{\text{Mod}}}에서, 오른쪽 가군(벡터 공간)과 가군 준동형(선형 변환)들의 범주 {\displaystyle {\text{Mod}}_{R}}의 반대 범주로 가는 함자
{\displaystyle (-)^{\vee }\colon {}_{R}{\text{Mod}}\to {\text{Mod}}_{R}^{\operatorname {op} }}
를 정의한다.
특히, 이중 쌍대 가군은 자기 함자
{\displaystyle (-)^{\vee \vee }\colon {}_{R}{\text{Mod}}\to {}_{R}{\text{Mod}}}
를 정의한다.

### 유한 차원 벡터 공간
체 {\displaystyle K} 위의 유한 차원 벡터 공간 {\displaystyle V}의 경우, 대수적 쌍대 공간 {\displaystyle V^{*}}은 유한 차원이다. 즉, {\displaystyle ^{*}\colon K{\text{-Vect}}\to K{\text{-Vect}}^{\operatorname {op} }}를 {\displaystyle ^{*}\colon K{\text{-FinVect}}\to K{\text{-FinVect}}^{\operatorname {op} }}로 국한할 수 있다 ({\displaystyle K{\text{-FinVect}}}는 유한 차원 벡터 공간들의 범주).
또한, {\displaystyle V}와 그 대수적 쌍대 공간 {\displaystyle V^{*}}의 차원은 같으며, 따라서 이 둘은 서로 동형이다.
{\displaystyle \dim V=\dim V^{*}}
{\displaystyle V\cong V^{*}}
구체적으로, {\displaystyle V}의 기저 {\displaystyle B\subseteq V}가 주어졌을 때, 쌍대 공간에 다음과 같은 기저 {\displaystyle B^{*}\subseteq V^{*}}를 줄 수 있으며, 이를 쌍대 기저(雙對基底, 영어: dual basis)라고 한다.
{\displaystyle b^{*}(b')={\begin{cases}1&b=b'\\0&b\neq b'\end{cases}}\qquad \forall b,b'\in B}
서로 쌍대 공간 속 벡터의 서로 쌍대 기저에 대한 좌표는 다음과 같다.
{\displaystyle v=\sum _{b\in B}b^{*}(v)b}
{\displaystyle f=\sum _{b\in B}f(b)b^{*}}
그러나 이는 표준적(영어: canonical)이지 않다. 범주론적으로, {\displaystyle ^{*}\colon K{\text{-FinVect}}\to K{\text{-FinVect}}^{\operatorname {op} }}는 반변 자기 함자이므로, (공변) 자기 함자가 아니다.
반면, {\displaystyle V}의 이중 쌍대 공간 {\displaystyle V^{**}}는 {\displaystyle V}와 표준적으로 동형이다. 구체적으로 이러한 동형은 다음과 같다.
{\displaystyle V\cong V^{**}}
{\displaystyle v\mapsto (f\mapsto f(v))}
범주론적으로, 함자
{\displaystyle ^{**}\colon K{\text{-FinVect}}\to K{\text{-FinVect}}}
는 상수 함자
{\displaystyle \operatorname {id} \colon K{\text{-FinVect}}\to K{\text{-FinVect}}}
와 자연 동형이다.
부분 벡터 공간 {\displaystyle W\subset V}에 대하여, 다음이 성립한다.
{\displaystyle \dim W^{0}=\dim V-\dim W}
{\displaystyle V^{*}=W^{*}\oplus W^{0}}
{\displaystyle \dim W^{00}=\dim W}
{\displaystyle W\cong W^{00}}

### 무한 차원 벡터 공간
무한 차원의 벡터 공간 {\displaystyle V}의 경우, {\displaystyle V}의 차원은 (기수로서) 항상 {\displaystyle V^{*}}의 차원보다 더 작다.
{\displaystyle \aleph _{0}\leq \dim V\implies \dim V<\dim V^{*}}
상수 함자에서 이중 쌍대 공간 함자 {\displaystyle ^{**}\colon K{\text{-FinVect}}\to K{\text{-FinVect}}}로 가는 자연 변환 {\displaystyle \phi }가 존재한다.
{\displaystyle \phi \colon \operatorname {id} \implies ^{**}}
{\displaystyle \phi _{V}\colon V\to V^{**}}
이 경우, {\displaystyle \phi _{V}}들은 항상 단사 함수이지만, {\displaystyle V}가 무한 차원일 경우 전사 함수가 아니다.
이러한 이유 때문에, 만약 {\displaystyle V}가 위상 벡터 공간이라면 보통 대수적 쌍대 공간 대신 연속 쌍대 공간을 사용한다.

## 같이 보기
- 반사 가군

## 참고 문헌
- Lang, Serge (2002). 《Algebra》. Graduate Texts in Mathematics (영어) 211 3판. Springer. doi:10.1007/978-1-4613-0041-0. ISBN 978-1-4612-6551-1. ISSN 0072-5285. MR 1878556. Zbl 0984.00001.
- Hoffman, Kenneth; Kunze, Ray (1971). 《Linear algebra》 (영어) 2판. Englewood Cliffs, N. J.: Prentice-Hall. ISBN 0-13-536797-2. MR 0276251. Zbl 0212.36601. Internet Archive LinearAlge(…).